# Erick Rodríguez
Erick Rodríguez, född 1 juni 1990, är en nicaraguansk medeldistanslöpare.
Rodríguez tävlade för Nicaragua vid olympiska sommarspelen 2016 i Rio de Janeiro, där han blev utslagen i försöksheatet på 1 500 meter.